# SR–72
A Lockheed Martin SR–72, a köznyelvben „Blackbird fia” egy amerikai hiperszonikus UAV-koncepció, amelyet hírszerzésre, megfigyelésre és felderítésre (ISR) szántak, a Lockheed SR-71 utódjaként. A cég arra számított, hogy egy SR–72 tesztjármű 2025-re repülhet. Elsőnek a SR–72 ről 2007-ben hallottunk, amikor különböző források nyilvánosságra hozták azt, hogy a Lockheed Martin egy olyan repülőgépet tervez, ami Mach 6 -tal is tud menni. A 2022-es Top Gun: Maverick filmben megjelenik egy SR–72 ről mintázott repülőgép, amit Lockheed Martin mérnökök terveztek, neve a Darkstar (Sötétcsillag), és a filmben Mach 10-zel ment.
A Darkatar, a Scramjet segítségével tud Mach 6-tal menni. Úgy működik, hogy az utánégetőhöz hidrogént kevernek, és azt gyújtják be.